# 878. grenadirski polk (Wehrmacht)
878. grenadirski polk (izvirno nemško 878. Grenadier-Regiment; kratica 878. GR) je bil pehotni polk Heera v času druge svetovne vojne.

## Zgodovina
Polk je bil ustanovljen 12. marca 1943 kot okrepljeni grenadirski polk. 7. marca je bil polk preimenovan v 267. grenadirski polk.